# Segunda piel
Pour plus de détails, voir Fiche technique et Distribution.
Segunda piel est un film espagnol réalisé par Gerardo Vera, sorti en 1999.

## Synopsis
Elena découvre que son mari Alberto entretient une liaison avec un homme, Diego.

## Fiche technique
- Titre : Segunda piel
- Réalisation : Gerardo Vera
- Scénario : Ángeles González-Sinde sur une idée de Gerardo Vera
- Musique : Roque Baños
- Photographie : Julio Madurga
- Montage : Nicholas Wentworth
- Production : Andrés Vicente Gómez
- Société de production : Antena 3 Televisión, Lolafilms et Vía Digital
- Pays :  Espagne
- Genre : Drame et romance
- Durée : 100 minutes
- Dates de sortie : 
  -  Espagne : décembre 1999 (présentation aux prix Goya), 14 janvier 2000

## Distribution
- Javier Bardem : Diego
- Jordi Mollà : Alberto
- Ariadna Gil : Elena
- Cecilia Roth : Eva
- Mercedes Sampietro : María Elena
- Javier Albalá : Rafael
- Adrián Sac : Adrián
- Cristina Espinosa : Ana Mari
- Pilar Castro : Neus
- Ramiro Alonso : Oriol
- Silvia Espigado : l'ingénieur
- Carmen Grey : l'infirmière
- Ángela Rosal : Tomasa
- Luis B. Santiago : Aitor
- Christian Queipo : Luis
- Ivan Mateos : Iván
- Lucrecia : la chanteuse (non créditée)

## Distinctions
Le film a été nommé au prix Goya du meilleur acteur.